# Adenopea cenata
Adenopea cenata är en plattmaskart som först beskrevs av Ernst Marcus 1955.  Adenopea cenata ingår i släktet Adenopea och familjen Antroposthiidae. Inga underarter finns listade i Catalogue of Life.